# ماركوس آدامز
ماركوس آدامز هو لاعب كرة قدم أمريكية كندي، ولد في 20 يوليو 1979 في إنديانابوليس في الولايات المتحدة.